# Château de Tamsel
Le château de Tamsel (Schloss Tamsel) est un château historique de la Nouvelle Marche du Brandebourg, situé aujourd'hui en Pologne dans le petit village de Dąbroszyn (anciennement Tamsel). Il a été construit à la fin du XVIIe siècle pour le maréchal Hans Adam von Schöning (1641-1696). Sa petite-fille Louise-Éléonore (1708-1784) en hérite de son père Hans Ludwig, à l'âge de quatre ans. Elle est mariée à l'âge de seize ans à Adam Friedrich von Wreech. Ce château est lié à l'histoire du roi Frédéric II de Prusse. Il a été décrit dans un chapitre entier des Promenades de la Marche du Brandebourg de Theodor Fontane.

## Histoire

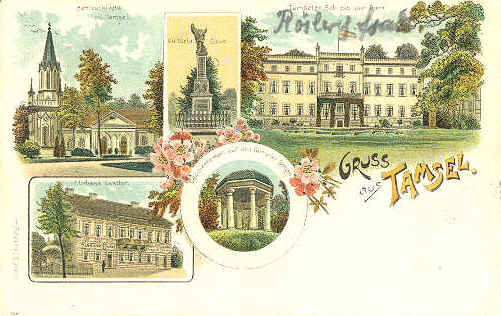
Carte postale de Tamsel du début du XXe siècle

Le château est lié à l'histoire de Frédéric le Grand qui le visite lorsqu'il est cantonné avec son père à Custrin, à 5 kilomètres au sud-est du château, près de l'Oder. Le jeune prince héritier s'y rend régulièrement entre août 1731 et février 1732 et tombe amoureux de la jeune maîtresse de maison dont le mari est officier de l'armée prussienne. Frédéric sortait tout juste de la forteresse de Custrin, où il avait été emprisonné pour avoir voulu fuir la Prusse avec son ami le lieutenant Hans Hermann von Katte, et venait de recevoir le pardon paternel. Il est alors chargé d'administrer la ville de Custrin, selon la volonté du roi son père.
La jeune femme a vingt-quatre ans, le jeune prince à peine vingt. Il fait référence à ce lieu dans sa correspondance, comme l' île de Calypso. Il peut y trouver une société élégante, jouer de la musique, et faire la cour à la jeune femme dont il compare le teint à la rose et au lilas. Frédéric visite le château vingt-cinq ans plus tard le 30 août 1758, après une bataille féroce contre l'armée russe à côté. Le château avait été pillé et certaines parties brûlées. Louise-Éléonore meurt à l'âge de soixante ans, le château passe à son fils mort sans héritier, puis à sa fille, comtesse von Dönhoff.
Pour le centenaire de la montée au trône de Frédéric II, les propriétaires font ériger une statue du roi dans le parc. La sculpture s'inspire de la Victoire de Christian Daniel Rauch. L'on fait inscrire sur le piédestal les paroles du prophète Jérémie (3, 27) : Il est bon pour un homme de porter le joug de sa jeunesse, en souvenir des séjours de jeunesse heureux du futur roi.
Les héritiers de la famille von Dönhoff sont expulsés par l'avancée de l'Armée rouge en 1945. Le château est brièvement le quartier général du maréchal Joukov, ce qui évite au château d'être saccagé. Le château passe comme la région du Brandebourg-Oriental à la Pologne et tous les habitants de la région sont expulsés en trois ans pour être remplacés par des Polonais eux-mêmes expulsés de l'ancienne Pologne orientale, devenue ukrainienne.
Des fonds de l'Union européenne permettent sa restauration au cours des années 1990. C'est aujourd'hui en partie une école maternelle et une bibliothèque, le reste étant vide. Une petite chapelle néogothique abrite à côté du château les souvenirs et les restes des représentants de la famille. Il est restauré encore en 2000 sur des fonds allemands et abrite en plus une petite organisation culturelle.
Le château se présente sous la forme d'un château néoclassique de deux étages, crénelé dans le goût moyenâgeux romantique, avec un avant-corps à trois ouvertures par niveau comportant en son milieu l'entrée d'honneur sous un portique.

## Source
- (de) Cet article est partiellement ou en totalité issu de l’article de Wikipédia en allemand intitulé « Schloss Tamsel » (voir la liste des auteurs).